# Polianka
Polianka (in ungherese Polianka) è un comune della Slovacchia facente parte del distretto di Myjava, nella regione di Trenčín.